# 金尚佑
金 尚佑（キム・サンウ、1987年5月18日 - ）は、韓国出身のサッカー選手。MF。

## 略歴
韓国の晋州中学校を卒業し、日本・大分県の柳ヶ浦高校に留学。2005年度の晴れの国おかやま国体、第84回全国高校サッカー選手権大会にも同校の中心選手として出場した。
2006年、J2・徳島ヴォルティスに加入。同年7月22日、J2第29節（vsヴィッセル神戸：鳴門陸）において、73分途中出場ながら85分にJリーグ初ゴールを決める（試合は1-2で神戸の勝利）。19歳65日での得点は、クラブのJリーグ参入後におけるリーグ戦最年少得点記録となった。
2008年に新潟経営大学に入学し、同校のサッカー部に在籍している。

## 所属チーム
- 2000年 - 2002年  晋州中学校
- 2003年 - 2005年  柳ヶ浦高等学校
- 2006年 - 2007年  徳島ヴォルティス
- 2008年 - 2011年  新潟経営大学
- 2012年 -  金海市庁FC

## 個人成績
| 国内大会個人成績 | 国内大会個人成績 | 国内大会個人成績 | 国内大会個人成績 | 国内大会個人成績 | 国内大会個人成績 | 国内大会個人成績 | 国内大会個人成績 | 国内大会個人成績 | 国内大会個人成績 | 国内大会個人成績 | 国内大会個人成績 |
| 年度             | クラブ           | 背番号           | リーグ           | リーグ戦         | リーグ戦         | リーグ杯         | リーグ杯         | オープン杯       | オープン杯       | 期間通算         | 期間通算         |
| 年度             | クラブ           | 背番号           | リーグ           | 出場             | 得点             | 出場             | 得点             | 出場             | 得点             | 出場             | 得点             |
| 日本             | 日本             | 日本             | 日本             | リーグ戦         | リーグ戦         | リーグ杯         | リーグ杯         | 天皇杯           | 天皇杯           | 期間通算         | 期間通算         |
| ---------------- | ---------------- | ---------------- | ---------------- | ---------------- | ---------------- | ---------------- | ---------------- | ---------------- | ---------------- | ---------------- | ---------------- |
| 2006             | 徳島             | 30               | J2               | 7                | 1                | -                | -                | 0                | 0                | 7                | 1                |
| 2007             | 徳島             | 13               | J2               | 24               | 0                | -                | -                | 0                | 0                | 24               | 0                |
| 通算             | 日本             | 日本             | J2               | 31               | 1                | -                | -                | 0                | 0                | 31               | 1                |
| 総通算           | 総通算           | 総通算           | 総通算           | 31               | 1                | -                | -                | 0                | 0                | 31               | 1                |